# 松村和子
松村 和子（まつむら かずこ、1962年〈昭和37年〉3月23日 - ）は、日本の演歌歌手。
北海道天塩郡遠別町生まれ、苫小牧育ち。デビュー曲である「帰ってこいよ」で知られる。

## 来歴・人物
苫小牧市立緑小学校、和光中学校卒業。歌手で北海芸能プロダクション社長の松村一郎は実父。実母は民謡歌手で、民謡茶屋「じょんがら」を経営していた。3人兄弟の真ん中。O型。既婚（死別）。
野口五郎に憧れて歌手を目指し、高校生の時に実母に歌を習い始める。高校生になるまでは人前で歌った事がなかった。
1980年4月21日、ロングヘア姿で津軽三味線をギターの様に操る、演歌歌手としては異色のスタイルでビクター音楽産業からデビュー。キャッチフレーズは「帰ってきた男衆（やんしゅう）演歌」。デビュー曲の「帰ってこいよ」がヒットを記録し、同年の第22回日本レコード大賞新人賞を受賞した。
翌1981年には『NHK紅白歌合戦』に出場を果たした。その後、シングル「お加代ちゃん」「菜の花咲いてた」「こんな男に惚れてみろ」「かえりの港」「天」などを発売。2008年発売の「風の津軽」では、久しぶりに三味線を弾きながらのスタイルを披露。
1997年ごろからフジテレビ『ものまね王座決定戦』にレギュラー出演。工藤兄弟・大石まどかとのユニットでも出演。出場2度目で優勝した。
2000年10月10日に、 デビュー当時からコンサートのバックバンドでトランペットを担当していた相手と結婚。
2014年11月20日、夫が肝不全のため62歳で死去。一度、肝硬変を患っており、松村を車で空港に迎えに来た帰りに異変に気付き、次の日病院へ向かう話をしていたが、起き上がれない程になってしまい救急搬送。投薬により一時意識を取り戻し、医師から明日退院可能と言われていたが、翌日意識不明となり帰らぬ人となった。
夫が亡くなった後、マネージャーからだいぶ痩せたことを心配され病院へ行き、1型糖尿病が判明したことを、2025年7月2日放送の徹子の部屋で初告白。現在はインスリン注射を打ちながらステージに立っている。

## ディスコグラフィ

### シングル
| #  | 発売日          | 曲順 | タイトル                        | 作詞         | 作曲         | 編曲       | レーベル      | 規格品番   |
| -- | --------------- | ---- | ------------------------------- | ------------ | ------------ | ---------- | ------------- | ---------- |
| 1  | 1980年 4月21日  | A面  | 帰ってこいよ                    | 平山忠夫     | 一代のぼる   | 斉藤恒夫   | ビクター      | SV-6716    |
| 1  | 1980年 4月21日  | B面  | やん衆哀歌                      | 大橋哲郎     | 寺賢昭       | 横山太郎   | ビクター      | SV-6716    |
| 2  | 1981年 2月5日   | A面  | お加代ちゃん                    | 吉田旺       | 徳久広司     | 斉藤恒夫   | ビクター      | SV-7077    |
| 2  | 1981年 2月5日   | B面  | 春駒追分                        | 秋月信       | 横山太郎     | 斉藤恒夫   | ビクター      | SV-7077    |
| 3  | 1981年 9月5日   | A面  | 菜の花咲いていた                | 三上寛       | 三上寛       | 馬飼野俊一 | ビクター      | SV-7145    |
| 3  | 1981年 9月5日   | B面  | 苦労承知というならば            | 中村泰士     | 中村泰士     | 高田弘     | ビクター      | SV-7145    |
| 4  | 1982年 3月5日   | A面  | こんな男に惚れてみろ            | 山口洋子     | 平尾昌晃     | 丸山雅仁   | ビクター      | SV-7201    |
| 4  | 1982年 3月5日   | B面  | 娘十八渡り鳥                    | 首藤正毅     | 一代のぼる   | 斉藤恒夫   | ビクター      | SV-7201    |
| 5  | 1982年 9月21日  | A面  | 寒流                            | 佐藤順英     | 相沢清       | 前田俊明   | ビクター      | SV-7245    |
| 5  | 1982年 9月21日  | B面  | 似た者どうし                    | たきのえいじ | たきのえいじ | 馬飼野俊一 | ビクター      | SV-7245    |
| 6  | 1983年 3月21日  | A面  | どんぐり山慕情                  | 荒木とよひさ | 市川昭介     | 斉藤恒夫   | ビクター      | SV-7292    |
| 6  | 1983年 3月21日  | B面  | あした元気になァーれ            | 吉岡治       | 岸本健介     | 斉藤恒夫   | ビクター      | SV-7292    |
| 7  | 1984年 4月21日  | A面  | ついてゆきます                  | 竹田賢       | 竹田賢       | 前田俊明   | ビクター      | SV-7380    |
| 7  | 1984年 4月21日  | B面  | 紅い椿                          | 水木かおる   | 岸本健介     | 池多孝春   | ビクター      | SV-7380    |
| 8  | 1985年 6月5日   | A面  | 北海船                          | 平山忠夫     | 岡千秋       | 前田俊明   | ビクター      | SV-9025    |
| 8  | 1985年 6月5日   | B面  | 恋列車                          | 水木かおる   | 彩木雅夫     | 前田俊明   | ビクター      | SV-9025    |
| 9  | 1986年 5月21日  | A面  | 華                              | 古野哲哉     | 桜田誠一     | 斉藤恒夫   | ビクター      | SV-9123    |
| 9  | 1986年 5月21日  | B面  | 夜汽車                          | 中谷純平     | 桜田誠一     | 斉藤恒夫   | ビクター      | SV-9123    |
| 10 | 1987年 9月25日  | A面  | いろいろお世話になりました      | 阿久悠       | 大野克夫     | 桜庭伸幸   | ポリドール    | 7DX-1524   |
| 10 | 1987年 9月25日  | B面  | 男前                            | 阿久悠       | 大野克夫     | 桜庭伸幸   | ポリドール    | 7DX-1524   |
| 11 | 1993年 10月21日 | 01   | 夢海峡                          | たきのえいじ | 金子裕則     | 馬飼野俊一 | テイチク      | TEDA-10297 |
| 11 | 1993年 10月21日 | 02   | 縄のれん                        | たきのえいじ | 前田利明     | 馬飼野俊一 | テイチク      | TEDA-10297 |
| 12 | 2003年 6月25日  | 01   | かえりの港                      | 豊田一雄     | 豊田一雄     | 馬飼野俊一 | テイチク      | TECA-11593 |
| 12 | 2003年 6月25日  | 02   | 東京へ                          | 荒木とよひさ | 馬飼野俊一   | 馬飼野俊一 | テイチク      | TECA-11593 |
| 13 | 2006年 4月19日  | 01   | 天                              | 里村龍一     | 山口ひろし   | 丸山雅仁   | 徳間 ジャパン | TKCA-90106 |
| 13 | 2006年 4月19日  | 02   | 人生一本道                      | 里村龍一     | 山口ひろし   | 丸山雅仁   | 徳間 ジャパン | TKCA-90106 |
| 14 | 2008年 10月8日  | 01   | 風の津軽                        | 松井由利夫   | 岡千秋       | 丸山雅仁   | 徳間 ジャパン | TKCA-90297 |
| 14 | 2008年 10月8日  | 02   | 帰ってこいよ (ニューバージョン) | 平山忠夫     | 一代のぼる   | 丸山雅仁   | 徳間 ジャパン | TKCA-90297 |
| 15 | 2010年 4月21日  | 01   | 面影しぐれ                      | 麻こよみ     | 水森英夫     | 伊戸のりお | 徳間 ジャパン | TKCA-90377 |
| 15 | 2010年 4月21日  | 02   | 涙の旅路                        | 麻こよみ     | 水森英夫     | 伊戸のりお | 徳間 ジャパン | TKCA-90377 |
| 16 | 2012年 7月4日   | 01   | よりみち酒                      | 麻こよみ     | 水森英夫     | 蔦将包     | 徳間 ジャパン | TKCA-90492 |
| 16 | 2012年 7月4日   | 02   | 面影しぐれ (リミックスVer.)     | 麻こよみ     | 水森英夫     | 伊戸のりお | 徳間 ジャパン | TKCA-90492 |
| 17 | 2014年 1月15日  | 01   | ひぐらしの宿                    | 麻こよみ     | 水森英夫     | 蔦将包     | 徳間 ジャパン | TKCA-90594 |
| 17 | 2014年 1月15日  | 02   | イヨマンテの夜                  | 菊田一夫     | 古関裕而     | 京建輔     | 徳間 ジャパン | TKCA-90594 |
| 18 | 2015年 4月22日  | 01   | 出世船                          | 遠藤実       | 遠藤実       | 伊戸のりお | 徳間 ジャパン | TKCA-90686 |
| 18 | 2015年 4月22日  | 02   | 俺のふるさと北海道              | 浜浩二       | 浜浩二       | 伊戸のりお | 徳間 ジャパン | TKCA-90686 |
| 19 | 2020年 8月25日  | 01   | 望郷ながれ歌                    | たきのえいじ | 岡千秋       | 竹内弘一   | 徳間 ジャパン | TKCA-91280 |
| 19 | 2020年 8月25日  | 02   | 明日咲く                        | かず翼       | 岡千秋       | 竹内弘一   | 徳間 ジャパン | TKCA-91280 |

#### デュエット・シングル
| 発売日         | デュエット | 曲順 | タイトル           | 作詞       | 作曲     | 編曲       | レーベル      | 規格品番   |
| -------------- | ---------- | ---- | ------------------ | ---------- | -------- | ---------- | ------------- | ---------- |
| 1999年 7月23日 | 田中昌之   | 01   | 光の大地           | 中野彰子   | 丸山陽   | 竜崎孝路   | テイチク      | TEDA-10445 |
| 1999年 7月23日 | 田中昌之   | 02   | アリンコ・パワー   | 忍坂美由紀 | 竜崎孝路 | 竜崎孝路   | テイチク      | TEDA-10445 |
| 2011年 3月16日 | 金沢明子   | 01   | 女じょんから二人旅 | 保岡直樹   | 西つよし | 伊戸のりお | 徳間 ジャパン | TKCA-90425 |

### アルバム
- LP

| 発売日         | タイトル               | レーベル | 規格品番  |
| -------------- | ---------------------- | -------- | --------- |
| 1980年10月21日 | 松村和子 1             | ビクター | SJX-30019 |
| 1981年6月5日   | 松村和子ふるさとを唄う | ビクター | SJX-30072 |
| 1981年9月21日  | 演歌の花道             | ビクター | SJX-30083 |
| 1981年10月21日 | 松村和子 2             | ビクター | SJX-30094 |
| 1982年7月21日  | あばよ・あば           | ビクター | SJX-30154 |
| 1982年11月21日 | 寒流                   | ビクター | SJX-30171 |
| 1983年4月21日  | どんぐり山慕情         | ビクター | SJX-30188 |
| 1985年2月21日  | 全曲集                 | ビクター | SJX-25020 |

- CD

| 発売日         | タイトル                                                  | レーベル     | 規格品番   |
| -------------- | --------------------------------------------------------- | ------------ | ---------- |
| 1987年12月1日  | 演歌ベストヒット いろいろお世話になりました〜帰ってこいよ | ポリドール   | H33P-20228 |
| 1994年6月25日  | BEST OF BEST                                              | ビクター     | VICT-15026 |
| 2008年10月1日  | 松村和子 1                                                | ビクター     | VICL-63068 |
| 2015年10月21日 | 歌手生活35周年記念全曲集〜出世船〜                        | 徳間ジャパン | TKCA-74289 |
| 2020年11月4日  | 全曲集〜天・出世船〜                                      | 徳間ジャパン | TKCA-74920 |

## 主なテレビ出演
- 水戸黄門 第34部 第11話「津軽馬鹿塗り 頑固比べ -弘前-」（2005年、TBS） - おたえ

### NHK紅白歌合戦出場歴
| 年度/放送回               | 回 | 曲目         | 出演順 | 対戦相手 |
| ------------------------- | -- | ------------ | ------ | -------- |
| 1981年（昭和56年）/第32回 | 初 | 帰ってこいよ | 03/22  | 山本譲二 |

注意点
- 出演順は「出演順/出場者数」で表す。

## その他
毎年8月第3土・日曜日に、千葉県市川市で開催される「コルトン盆踊り」のオリジナル曲「えいやさコルトン」（作詞：喜多条忠　作曲：美樹克彦　編曲：伊藤精一）は、松村がボーカルを務めている。

## 出版物
- フリーペーパー 熟年ばんざい（2025年4・5月号 vol.128「学ぼう・習おう」） - 表紙＆インタビュー[12]